# Santia longisetosa
Santia longisetosa is een pissebed uit de familie Santiidae. De wetenschappelijke naam van de soort is voor het eerst geldig gepubliceerd in 2001 door Shimomura & Mawatari.